# گیلعاد زاکرمن
گیلعاد زاکرمن (عبری: גלעד צוקרמן) (به ایتالیایی: Ghil'ad Zuckermann) (زادهٔ ۱ ژوئن ۱۹۷۱) زبان‌شناس اهل اسرائیل است.
وی که دانش‌آموخته دانشگاه تل‌آویو، کالج سنت هیو دانشگاه آکسفورد (پی‌اچ‌دی) و دانشگاه کمبریج (پی‌اچ‌دی) می‌باشد و در دانشگاه‌هایی همچون دانشگاه آدلاید، دانشگاه جیائو تونگ شانگهای، دانشگاه کوئینزلند، دانشگاه ملی سنگاپور و دانشگاه تگزاس در آستین به تدریس پرداخته‌است.

## کتابشناسی
- Revivalistics: From the Genesis of Israeli to Language Reclamation in Australia and Beyond. New York: Oxford University Press. 2020. ISBN 9780199812790.
- Language Contact and Lexical Enrichment in Israeli Hebrew, 2003, Palgrave Macmillan (ISBN 978-1-4039-1723-2 / ISBN 978140338695)
- Israelit Safa Yafa, 2008, Am Oved (ISBN 978-965-13-1963-1)
- Engaging – A Guide to Interacting Respectfully and Reciprocally with Aboriginal and Torres Strait Islander People, and their Arts Practices and Intellectual Property, 2015
- Dictionary of the Barngarla Aboriginal Language of Eyre Peninsula, South Australia, 2017
- Jewish Language Contact (= International Journal of the Sociology of Language 226), 2014
- Burning Issues in Afro-Asiatic Linguistics, 2012

## فیلم‌ها
- (استیون فرای و گیلعاد زاکرمن) Fry's Planet Word

- SBS: Living Black: S18 Ep9 - Linguicide
- Babbel: Why Revive A Dead Language? - Interview with Prof. Ghil'ad Zuckermann
- Language Revival: Securing the Future of Endangered Languages, edX MOOC